# Zhoushan (köpinghuvudort i Kina, Jiangsu Sheng, lat 32,97, long 119,51)
Zhoushan (kinesiska: 周山, 周山镇) är en köpinghuvudort i Kina. Den ligger i provinsen Jiangsu, i den östra delen av landet, omkring 120 kilometer nordost om provinshuvudstaden Nanjing. Antalet invånare är 19 945. Befolkningen består av 10 732 kvinnor och 9 213 män. Barn under 15 år utgör 12,0 %, vuxna 15-64 år 69 %, och äldre över 65 år 17,0 %.
Runt Zhoushan är det tätbefolkat, med 511 invånare per kvadratkilometer. Närmaste större samhälle är Wangying, 6,6 km norr om Zhoushan. Trakten runt Zhoushan består till största delen av jordbruksmark.
Genomsnittlig årsnederbörd är 1 119 millimeter. Den regnigaste månaden är juli, med i genomsnitt 254 mm nederbörd, och den torraste är januari, med 28 mm nederbörd.